# Roetbruine grasvogel
De roetbruine grasvogel (Cincloramphus cruralis synoniem: Megalurus cruralis) is een zangvogel uit de familie Locustellidae.

## Verspreiding en leefgebied
Deze soort is endemisch in Australië, behalve de meest noordelijke en oostelijke kustgebieden.

## Status
De grootte van de populatie is niet gekwantificeerd maar de soort wordt omschreven als vrij algemeen. Op de Rode lijst van de IUCN heeft deze soort de status niet bedreigd.